# Strupnić
Strupnić är en ort i Bosnien och Hercegovina.   Den ligger i entiteten Federationen Bosnien och Hercegovina, i den västra delen av landet, 130 km väster om huvudstaden Sarajevo. Strupnić ligger 780 meter över havet och antalet invånare är 287.
Terrängen runt Strupnić är lite bergig. Närmaste större samhälle är Glamoč, 13,3 km norr om Strupnić. 
Trakten runt Strupnić består till största delen av jordbruksmark. Runt Strupnić är det ganska tätbefolkat, med 93 invånare per kvadratkilometer.